# Anthonie Jansz. van der Croos

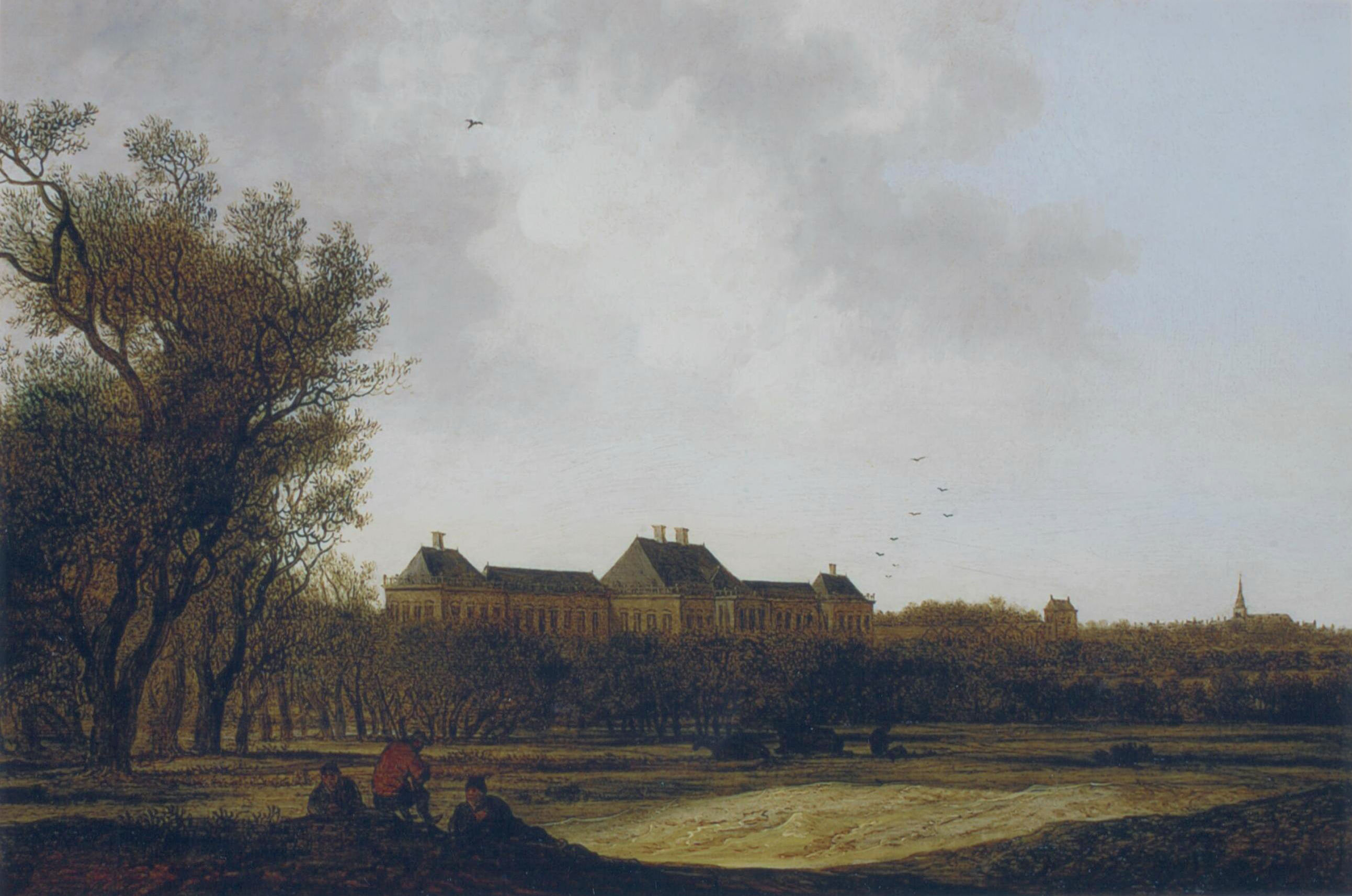
Gezicht op Huis ter Nieu-burg bij Rijswijk, 1661

Anthonie Jansz. van der Croos (Alkmaar, 1606 of 1607 - Den Haag, 1662 of 1663) was een Nederlands kunstschilder en tekenaar. Hij vervaardigde voornamelijk landschappen, vaak in combinatie met kastelen of buitenplaatsen, en stadsgezichten. Hij was een leerling van Moyses van Wtenbrouck.
Van der Croos ging in 1634 naar Den Haag. Hij trouwde er in 1636 en opnieuw in 1646. In 1647 werd hij lid van het Sint-Lucasgilde. Hij was een buurman van Jan van Goyen, wiens werk hem sterk zou beïnvloeden, zodanig zelfs dat hun werk soms met dat van de ander werd verward.
De schilder woonde nog korte tijd in Alkmaar, waar hij ook lid was van het gilde. Hij keerde terug naar Den Haag, waar hij zou blijven wonen. In 1656 was hij medeoprichter van het Haagse genootschap Confrerie Pictura, waar hij ook secretaris van werd.